# Edgar Klitsch
Edgar Klitsch (* 11. Juli 1887 in Berlin; † 15. September 1955 in Pfettrach) war ein deutscher Theaterintendant und Schauspieler.

## Leben
Klitsch begann seine Bühnenlaufbahn 1915 als Spielleiter und Direktor am Albert-Theater in Dresden. Es folgten Engagements an den Hamburger Kammerspielen, an der Volksbühne und am Staatstheater Berlin sowie am Neuen Theater in Frankfurt am Main.
Von 1927 bis April 1932 war er Intendant des Stadttheater Mainz und im Anschluss bis zu seiner politisch begründeten Entlassung im März 1933 des Staatstheaters Kassel. Am 11. Juli 1933 wurde er als Nachfolger Fritz Landsittels als Intendant des Stadttheaters Magdeburg eingesetzt. Künstlerisch verlor während dieser Zeit das Stadttheater an Qualität und Bedeutung. Viele ehemalige Mitarbeiter durften nicht mehr arbeiten, andere verließen die Stadt und gingen an andere Bühnen. Auch Klitsch verließ Anfang 1934 Magdeburg und kam im Januar 1935 als Generalintendant des  Ostpreußischen Landestheaters nach Königsberg. Klitsch beantragte am 28. Dezember 1937 die Aufnahme in die NSDAP und wurde rückwirkend zum 1. Mai desselben Jahres aufgenommen (Mitgliedsnummer 6.021.122). Nach 1940 arbeitete Klitsch als Spielleiter an der Staatsoper Berlin.
Nach Ende des Zweiten Weltkriegs war er von 1951 bis 1953 wieder in Kassel tätig.
1952 wurde er mit dem Bundesverdienstkreuz ausgezeichnet. Er erlag im September 1955 den Folgen eines Herzschlags.

## Filmografie (Auswahl)
- 1916: Du sollst nicht richten
- 1919: König Nicolo
- 1922: Frauenopfer
- 1924: Das goldene Kalb